# Skënder Hyka
Skënder Hyka (ur. 6 września 1944 w Tiranie, zm. 5 lipca 2018) – albański piłkarz, grający na pozycji napastnika.

## Kariera klubowa
Całą karierę spędził w klubie 17 Nëntori Tirana, gdzie rozpoczął treningi w 1957 roku. Od 1962 roku grał w pierwszej drużynie tego klubu. Już w sezonie 1962/1963 zdobył z zespołem puchar Albanii. W sezonie 1964/1965 po raz pierwszy wywalczył z drużyną mistrzostwo Albanii, a w kolejnym obronił tytuł. W sezonie 1966/1967 drużyna 17 Nëntori, będąca liderem, została wykluczona z ligi na trzy kolejki przed końcem, w wyniku czego mistrzem zostało resortowe Dinamo Tirana. W 1968 roku 17 Nëntori ponownie zdobyło mistrzostwo, a Hyka został królem strzelców ligi albańskiej z 19 golami. W sezonie 1969/1970 po raz kolejny został mistrzem Albanii. Karierę zakończył po sezonie 1973/1974. Strzelił dla tego klubu łącznie 60 goli w lidze.

## Kariera reprezentacyjna
W reprezentacji Albanii zagrał raz – 8 kwietnia 1967 w Dortmundzie w meczu eliminacyjnym do Euro 1968 z RFN, przegranym 0:6.

## Dalsze losy
Po zakończeniu kariery do 1990 roku pracował jako nauczyciel wychowania fizycznego. W latach 1992–1995 był sekretarzem KF Tirana, w 1997 roku pełnił funkcję sekretarza generalnego Federata Shqiptare e Futbollit, a od 1992 roku był członkiem komitetu wykonawczego FSHF. Zmarł 5 lipca 2018 po długiej chorobie.

## Życie osobiste
W 1968 roku ukończył studia w Instytucie Kultury Fizycznej i Sportu Vojo Kushi w Tiranie.
Jego siostrzeniec, Renisi, również był piłkarzem i zdobył mistrzostwo Albanii w sezonie 1988/1989. Dwukrotnie (1995, 1996) mistrzostwo Albanii w piłce nożnej zdobył także syn Skëndera, Endi Hyka.